# Temporada 2015-16 de la NBA Development League
La Temporada 2015-16 de la NBA Development League fue la decimoquinta temporada de la NBA D-League, la liga de desarrollo de la NBA. Toman parte 19 equipos, configurándose cuatro divisiones, Central, Este, Suroeste y Pacífico, disputando una fase regular de 50 partidos cada uno. 
Los Raptors 905 fueron la novedad de la temporada, afiliados a Toronto Raptors. Por otro lado, los Fort Wayne Mad Ants fueron adquiridos por los Indiana Pacers, dejando únicamente a 11 equipos de la NBA sin filial en la liga de desarrollo, que se verán reducidas a ocho en la temporada 2016-17 con la llegada de franquicias propiedad de Brooklyn Nets, Charlotte Hornets y Chicago Bulls.

## Equipos participantes
Entre (paréntesis), equipo afiliado de la NBA.
| - Austin Spurs (San Antonio Spurs) - Bakersfield Jam (Phoenix Suns) - Canton Charge (Cleveland Cavaliers) - Delaware 87ers (Philadelphia 76ers) - Erie BayHawks (Orlando Magic) - Fort Wayne Mad Ants (Indiana Pacers) - Grand Rapids Drive (Detroit Pistons) - Idaho Stampede (Utah Jazz) - Iowa Energy (Memphis Grizzlies) - Los Angeles D-Fenders (Los Angeles Lakers) |  | - Maine Red Claws (Boston Celtics) - Oklahoma City Blue ( Oklahoma City Thunder) - Raptors 905 (Toronto Raptors) - Reno Bighorns (Sacramento Kings) - Rio Grande Valley Vipers (Houston Rockets) - Santa Cruz Warriors (Golden State Warriors) - Sioux Falls Skyforce (Miami Heat) - Texas Legends (Dallas Mavericks) - Westchester Knicks (New York Knicks) |

## Temporada regular

### Conferencia Este
| Equipo             | V  | P  | PCT  | PV |
| ------------------ | -- | -- | ---- | -- |
| Maine Red Claws    | 31 | 19 | 62,0 | -  |
| Westchester Knicks | 28 | 22 | 56,0 | 3  |
| Raptors 905        | 23 | 27 | 46,0 | 8  |
| Delaware 87ers     | 21 | 29 | 42,0 | 10 |
| Erie BayHawks      | 12 | 38 | 24,0 | 19 |

| Equipo               | V  | P  | PCT  | PV |
| -------------------- | -- | -- | ---- | -- |
| Sioux Falls Skyforce | 40 | 10 | 80,0 | -  |
| Canton Charge        | 31 | 19 | 63,3 | 9  |
| Iowa Energy          | 26 | 24 | 52,0 | 14 |
| Grand Rapids Drive   | 21 | 29 | 42,0 | 19 |
| Fort Wayne Mad Ants  | 20 | 30 | 40,0 | 20 |

### Conferencia Oeste
| Equipo                   | V  | P  | PCT  | PV |
| ------------------------ | -- | -- | ---- | -- |
| Austin Spurs             | 30 | 20 | 60,0 | -  |
| Rio Grande Valley Vipers | 29 | 21 | 58,0 | 1  |
| Texas Legends            | 23 | 27 | 46,0 | 7  |
| Oklahoma City Blue       | 19 | 31 | 38,0 | 11 |

| Equipo                | V  | P  | PCT  | PV |
| --------------------- | -- | -- | ---- | -- |
| Reno Bighorns         | 33 | 17 | 66,0 | -  |
| Los Angeles D-Fenders | 27 | 23 | 54,0 | 6  |
| Bakersfield Jam       | 22 | 28 | 44,0 | 11 |
| Idaho Stampede        | 20 | 30 | 40,0 | 13 |
| Santa Cruz Warriors   | 19 | 31 | 38,0 | 14 |

## Playoffs
|  | 1ª ronda (5–12 de abril) | 1ª ronda (5–12 de abril) | 1ª ronda (5–12 de abril) |                       |    | 2ª ronda (12–19 de abril) | 2ª ronda (12–19 de abril) | 2ª ronda (12–19 de abril) |  |    | Finales (24–27 de abril) | Finales (24–27 de abril) | Finales (24–27 de abril) |  |
|  |                          |                          |                          |                       |    |                           |                           |                           |  |    |                          |                          |                          |  |
|  |                          |                          |                          |                       |    |                           |                           |                           |  |    |                          |                          |                          |  |
|  | E1                       | Sioux Falls Skyforce     | 2                        |                       |    |                           |                           |                           |  |    |                          |                          |                          |  |
|  | E1                       | Sioux Falls Skyforce     | 2                        |                       |    |                           |                           |                           |  |    |                          |                          |                          |  |
|  | E4                       | Westchester Knicks       | 0                        |                       |    |                           |                           |                           |  |    |                          |                          |                          |  |
|  | E4                       | Westchester Knicks       | 0                        |                       | E1 | Sioux Falls Skyforce      | 2                         |                           |  |    |                          |                          |                          |  |
|  |                          |                          |                          |                       | E1 | Sioux Falls Skyforce      | 2                         |                           |  |    |                          |                          |                          |  |
|  |                          |                          | E3                       | Canton Charge         | 0  |                           |                           |                           |  |    |                          |                          |                          |  |
|  | E2                       | Maine Red Claws          | E3                       | Canton Charge         | 0  | 0                         |                           |                           |  |    |                          |                          |                          |  |
|  | E2                       | Maine Red Claws          |                          |                       |    |                           |                           |                           |  |    |                          |                          |                          |  |
|  | E3                       | Canton Charge            | 2                        |                       |    |                           |                           |                           |  |    |                          |                          |                          |  |
|  | E3                       | Canton Charge            | 2                        |                       |    |                           |                           |                           |  | E1 | Sioux Falls Skyforce     | 2                        |                          |  |
|  |                          |                          |                          |                       |    |                           |                           |                           |  | E1 | Sioux Falls Skyforce     | 2                        |                          |  |
|  |                          |                          | W4                       | Los Angeles D-Fenders | 1  |                           |                           |                           |  |    |                          |                          |                          |  |
|  | W1                       | Reno Bighorns            | W4                       | Los Angeles D-Fenders | 1  | 1                         |                           |                           |  |    |                          |                          |                          |  |
|  | W1                       | Reno Bighorns            |                          |                       |    |                           |                           |                           |  |    |                          |                          |                          |  |
|  | W4                       | Los Angeles D-Fenders    | 2                        |                       |    |                           |                           |                           |  |    |                          |                          |                          |  |
|  | W4                       | Los Angeles D-Fenders    | 2                        |                       | W4 | Los Angeles D-Fenders     | 2                         |                           |  |    |                          |                          |                          |  |
|  |                          |                          |                          |                       | W4 | Los Angeles D-Fenders     | 2                         |                           |  |    |                          |                          |                          |  |
|  |                          |                          | W2                       | Austin Spurs          | 1  |                           |                           |                           |  |    |                          |                          |                          |  |
|  | W2                       | Austin Spurs             | W2                       | Austin Spurs          | 1  | 2                         |                           |                           |  |    |                          |                          |                          |  |
|  | W2                       | Austin Spurs             |                          |                       |    |                           |                           |                           |  |    |                          |                          |                          |  |
|  | W3                       | Rio Grande Valley Vipers | 1                        |                       |    |                           |                           |                           |  |    |                          |                          |                          |  |
|  | W3                       | Rio Grande Valley Vipers | 1                        |                       |    |                           |                           |                           |  |    |                          |                          |                          |  |
|  |                          |                          |                          |                       |    |                           |                           |                           |  |    |                          |                          |                          |  |

## Estadísticas

### Líderes estadísticas individuales
| Categoría                     | Jugador         | Equipo                   | Estadística |
| ----------------------------- | --------------- | ------------------------ | ----------- |
| Puntos por partido            | Elliot Williams | Santa Cruz Warriors      | 28.4        |
| Rebotes por partido           | Alex Stepheson  | Iowa Energy              | 13.4        |
| Asistencias por partido       | Josh Magette    | Los Angeles D-Fenders    | 9.1         |
| Robos por partido             | Josh Magette    | Los Angeles D-Fenders    | 2.4         |
| Tapones por partido           | Jordan Mickey   | Maine Red Claws          | 4.4         |
| Pérdidas de balón por partido | Will Cummings   | Rio Grande Valley Vipers | 3.1         |

## Premios de la NBA D-League
- MVP de la temporada: Jarnell Stokes, Sioux Falls Skyforce
- Entrenador del Año: Dan Craig, Sioux Falls Skyforce
- Rookie del año: Quinn Cook, Canton Charge
- Jugador defensivo del Año:  DeAndre Liggins, Sioux Falls Skyforce
- Jugador más impactante: Ryan Gomes, Los Angeles D-Fenders
- Jugador más mejorado: Axel Toupane, Raptors 905
- Ejecutivo del Año: Adam Simon, Sioux Falls Skyforce
- Sportsmanship Award: Scott Suggs, Raptors 905

| - Mejor quinteto de la temporada - Alex Stepheson, Iowa Energy - Jeff Ayres, Los Angeles D-Fenders - Jarnell Stokes, Sioux Falls Skyforce - Vander Blue, Los Angeles D-Fenders - Erick Green, Reno Bighorns | - 2º Mejor quinteto de la temporada - Nick Minnerath, Canton Charge - Coty Clarke, Maine Red Claws - DeAndre Liggins, Sioux Falls Skyforce - Will Cummings, Rio Grande Valley Vipers - Jimmer Fredette, Westchester Knicks | - 3.er Mejor quinteto de la temporada - Jordan Bachynski, Westchester Knicks - Ryan Gomes, Los Angeles D-Fenders - Devin Ebanks, Grand Rapids Drive - Sean Kilpatrick, Delaware 87ers - Quinn Cook, Canton Charge |

| - Mejor quinteto defensivo de la temporada - Aaron Craft, Santa Cruz Warriors - Keith Appling, Erie BayHawks - Jordan Bachynski, Westchester Knicks - DeAndre Liggins, Sioux Falls Skyforce - Micheal Eric, Texas Legends |

| - Mejor quinteto de rookies - Quinn Cook, Canton Charge - Will Cummings, Rio Grande Valley Vipers - Dakari Johnson, Oklahoma City Blue - J.J. O’Brien, Idaho Stampede - Greg Whittington, Sioux Falls Skyforce |